# Harri Meier
Harri Meier (8 ianuarie 1905, Hamburg - 7 noiembrie 1990, Bonn) a fost un lingvist german, profesor de romanistică la Universitatea din Bonn. Este cel care l-a invitat pe Eugeniu Coșeriu în Germania.